# Montseny-Gebirgsmolch

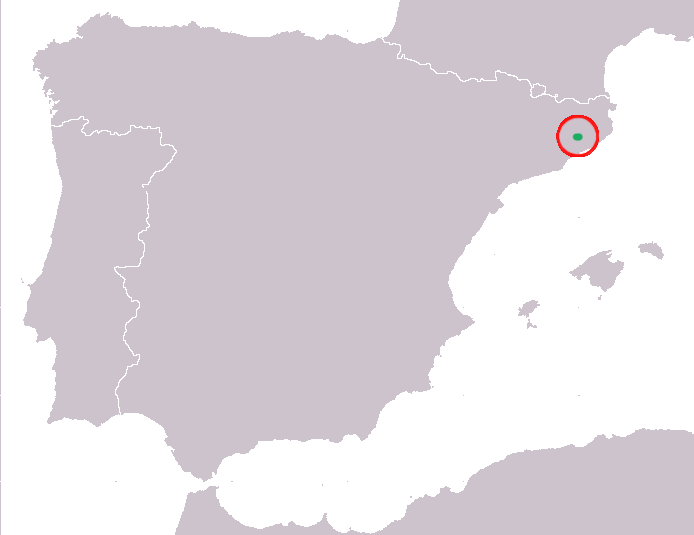
Verbreitungsgebiet des Montseny-Gebirgsmolches

Der Montseny-Gebirgsmolch (Calotriton arnoldi) ist eine Amphibienart aus der Familie der Echten Salamander (Salamandridae). Die Art wurde 2005 vom Pyrenäen-Gebirgsmolch (Calotriton asper) abgetrennt. 

## Merkmale
Die Art ähnelt dem Pyrenäen-Gebirgsmolch sehr. Calotriton arnoldi weist verglichen mit Calotriton asper auf dem Rücken weniger und kleinere, spitzere und auf dem Bauch und der Schwanzunterseite keine Tuberkel auf. Die Tiere erreichen eine Gesamtlänge von ca. 10 Zentimetern. Die Körperoberseite ist meist einfarbig dunkel. Der gelbe Rückenstreifen von Calotriton asper ist nicht vorhanden. Bei einzelnen Tieren können an den Körperflanken und Schwanzseiten gelbe Flecken vorhanden sein. Die Kloakenregion der Weibchen ist schlauchförmig verlängert und nach hinten gerichtet. Sie ist an der Basis schmaler als bei Calotriton asper. Aufgrund dessen sieht sie bei Calotriton asper kegelförmig aus, bei Calotriton arnoldi jedoch zylindrisch.

## Vorkommen
Die Art ist im Montseny-Gebirge nordöstlich von Barcelona, Spanien endemisch. Sie lebt in ruhigen Bereichen kühler, rasch fließender, nährstoffarmer Bäche in Höhenlagen von 600 bis 1200 Meter. Meist ist sie innerhalb von Rotbuchen- und Steineichen-Wäldern anzutreffen.

## Lebensweise
Über die Lebensweise der Art ist bislang kaum etwas bekannt.

## Systematik
Calotriton arnoldi wurde 2005 von Salvador Carranza und Felix Amat erstbeschrieben. Der Name arnoldi ehrt den britischen Herpetologen Edwin Nicholas Arnold.

## Belege
- Dieter Glandt: Taschenlexikon der Amphibien und Reptilien Europas. Quelle & Meyer, Wiebelsheim 2010, ISBN 978-3-494-01470-8, S. 123–125.